# Lukas Graham (album)
Lukas Graham er det selvbetitlede debutalbum af den danske soul-popgruppe Lukas Graham. Albummet udkom den 26. marts 2012 på Copenhagen Records. Det debuterede på førstepladsen af album-hitlisten den 6. april 2012, foran Madonnas MDNA. Albummet solgte 14.839 eksemplarer i den første uge, mere end resten af top 10 tilsammen. Lukas Graham var det bedst sælgende album i 2012, med 75.140 solgte eksemplarer. I april 2013 modtog albummet firedobbelt-platin for 80.000 solgte eksemplarer.
Lukas Graham udkom i en international version den 12. november 2012 i Danmark på Copenhagen Records, og den 23. november i Tyskland, Schweiz og Østrig på Island Records. Genudgivelsen indeholder to nye numre; en liveoptagelse fra Falconer Salen i København af "Daddy, Now That You're Gone (Ain't No Love)" (der er en fortolkning af soulklassikeren "Ain't No Love in the Heart of the City"), og singlen "Better Than Yourself (Criminal Mind Pt. 2)". Desuden er mixet på sangene "Nice Guy", "Drunk in the Morning", og "Don't Hurt Me This Way" ændret.
Albummet blev nomineret til kategorierne Årets danske album, Årets danske sangskriver (sammen med BackBone), og Årets danske popudgivelse ved Danish Music Awards 2012, ligesom Lukas Graham yderligere blev nomineret til Årets danske gruppe, Årets danske mandlige kunstner, Årets nye danske navn, og Årets publikumspris. De vandt i kategorien Årets nye danske navn.

## Cover
På albumcoveret er gengivet et maleri af kunstneren Lars Helweg, "Damen med flaskerne", der også i 1995 blev anvendt på coveret til den danske hardrockgruppe Septembers første og eneste album, Many a Little. Lars Helweg malede billedet i 1992, originalen hænger på Café Wilder på Christianshavn. Den nøgne kvinde på maleriet er den svenske skuespiller Anita Ekberg. Fotografiet, der er blevet brugt som forlæg af maleren, stammer fra et Playboy-magasin i 1956.
Albumcoveret blev censureret på iTunes Store. I stedet sælger iTunes albummet med et cover, der består af et nærbillede af modellen Anita Ekbergs ansigt.

## Spor
| #   | Titel                             | Sangskriver(e)                                                      | Producer(e)  | Længde |
| --- | --------------------------------- | ------------------------------------------------------------------- | ------------ | ------ |
| 1.  | "Ordinary Things"                 | Lukas Forchammer, Sebastian Fogh, Mads Emil Nielsen, Stefan Forrest | BackBone     | 3:27   |
| 2.  | "Nice Guy"                        | Forchammer, Fogh, Ristorp, Forrest                                  | BackBone     | 3:35   |
| 3.  | "Drunk in the Morning"            | Forchammer, Fogh, Ristorp, Forrest, Magnús Larsson, Mark Falgren    | BackBone     | 3:30   |
| 4.  | "When You're with Me" (Interlude) | Forchammer, Fogh, Ristorp, Forrest                                  | BackBone     | 1:07   |
| 5.  | "Red Wine"                        | Forchammer, Brandon Beal, Mauro Verdi                               | Brandon Beal | 5:24   |
| 6.  | "Apologize"                       | Forchammer, Fogh, Forrest                                           | BackBone     | 3:21   |
| 7.  | "Criminal Mind"                   | Forchammer, Fogh, Ristorp, Falgren, Forrest                         | BackBone     | 3:05   |
| 8.  | "Don't Hurt Me This Way"          | Forchammer, Fogh, Ristorp, Forrest                                  | BackBone     | 2:59   |
| 9.  | "Moving Alone"                    | Forchammer, Fogh, Forrest                                           | BackBone     | 4:22   |
| 10. | "Oohhh" (Interlude)               | Forchammer, Fogh, Forrest                                           | BackBone     | 0:37   |
| 11. | "Never Let Me Down"               | Forchammer, Fogh, Beal, Forrest                                     | BackBone     | 3:26   |
| 12. | "Before the Morning Sun"          | Forchammer, Verdi                                                   |              | 4:18   |

| 1.  | "Ordinary Things"                             | Lukas Forchammer, Sebastian Fogh, Mads Emil Nielsen, Stefan Forrest | BackBone                    | 3:28 |
| 2.  | "Nice Guy"                                    | Forchammer, Fogh, Ristorp, Forrest                                  | BackBone, Benjamin Bistram^ | 3:34 |
| 3.  | "Drunk in the Morning"                        | Forchammer, Fogh, Ristorp, Forrest, Magnús Larsson, Mark Falgren    | BackBone, Benjamin Bistram^ | 3:26 |
| 4.  | "When You're with Me" (Interlude)             | Forchammer, Fogh, Ristorp, Forrest                                  | BackBone                    | 1:07 |
| 5.  | "Red Wine"                                    | Forchammer, Brandon Beal, Mauro Verdi                               | Brandon Beal                | 5:25 |
| 6.  | "Apologize"                                   | Forchammer, Fogh, Forrest                                           | BackBone                    | 3:22 |
| 7.  | "Daddy, Now That You're Gone (Ain't No Love)" | Michael Alan Price, Dan Walsh                                       |                             | 4:34 |
| 8.  | "Criminal Mind"                               | Forchammer, Fogh, Ristorp, Falgren, Forrest                         | BackBone                    | 2:40 |
| 9.  | "Better Than Yourself (Criminal Mind Pt. 2)"  | Forchammer, Rasmus Hedegaard, Beal                                  | Rasmus Hedegaard            | 4:22 |
| 10. | "Don't Hurt Me This Way"                      | Forchammer, Fogh, Ristorp, Forrest                                  | BackBone, Rasmus Hedegaard* | 2:59 |
| 11. | "Moving Alone"                                | Forchammer, Fogh, Forrest                                           | BackBone                    | 4:22 |
| 12. | "Oohhh" (Interlude)                           | Forchammer, Fogh, Forrest                                           | BackBone                    | 0:38 |
| 13. | "Never Let Me Down"                           | Forchammer, Fogh, Beal, Forrest                                     | BackBone                    | 3:28 |
| 14. | "Before the Morning Sun"                      | Forchammer, Verdi                                                   |                             | 4:17 |

| 15. | "Ordinary Things" (Hedegaard Remix) |  |

| 15. | "Wheels on the Bus" |  |

- (*) indikerer co-producer
- (^) indikerer yderligere produktion

Noter
- "Daddy, Now That You're Gone (Ain't No Love)" er indspillet live i Falconer Salen den 2. oktober 2012. Inspireret af Bobby "Blue" Bland-udgaven af "Ain't No Love in the Heart of the City".

## Hitlister og certificeringer
| Hitliste (2011–12)       | Højeste placering |
| ------------------------ | ----------------- |
| Danmark (Album Top-40)   | 1                 |
| Tyskland (Media Control) | 41                |

| Hitliste (2012) | Placering |
| --------------- | --------- |
| Danmark         | 1         |
| Hitliste (2013) | Placering |
| Danmark         | 21        |
| Hitliste (2015) | Placering |
| Danmark         | 15        |
| Hitliste (2016) | Placering |
| Danmark         | 30        |
| Hitliste (2017) | Placering |
| Danmark         | 62        |
| Hitliste (2018) | Placering |
| Danmark         | 62        |

| Land (Organisation) | Certificering |
| ------------------- | ------------- |
| Danmark (IFPI)      | 4× Platin     |